# Eugène Roche
Pour les articles homonymes, voir Roche (homonymie).
Eugène Honoré Roche, né à Paris le 30 avril 1808 et mort le 12 juin 1870 dans le 3e arrondissement de Paris, est un auteur dramatique français.

## Biographie
Ses pièces ont été représentées sur les plus grandes scènes parisiennes du XIXe siècle : Théâtre des Variétés, Théâtre des Folies-Dramatiques, Théâtre du Vaudeville, etc.

## Œuvres
- Le Nouveau Ministère, drame en 4 tableaux historiques et en vers, avec Duflot, 1829
- Le Bal de l'avoué, ou les Quadrilles historiques, comédie-vaudeville en 2 actes, avec Duflot, 1830
- La Mariée à l'encan, ou le Gentil Faucheur, tableau villageois en un acte, avec Duflot et Emmanuel Théaulon, 1830
- Les Trois Couchées, ou l'Amour en poste, comédie-vaudeville en 3 actes, 1830
- Les Appartements à louer, vaudeville en 1 acte et en 5 tableaux, avec Joachim Duflot, 1832
- Poète et Maçon, comédie-vaudeville en 1 acte, avec Antonin d'Avrecourt et de Leuven, 1833
- L'Alcôve, comédie-vaudeville, avec Adolphe de Leuven et de Forges, 1834
- Esther à Saint-Cyr, comédie-vaudeville en 1 acte, avec de Leuven et de Forges, 1835
- Madame Peterhoff, vaudeville-anecdote en 1 acte, avec Charles de Livry, 1836
- Georgine, ou la Servante du pasteur, comédie en 1 acte, mêlée de chant, avec de Forges, 1836
- Une spéculation, vaudeville en 1 acte, avec Dumanoir, 1836
- Le Tireur de cartes, vaudeville en 1 acte, avec Decomberousse, 1838
- Les Maris vengés, comédie-vaudeville en 5 actes, avec Étienne Arago et Decomberousse, 1839
- Le Chevalier Kerkaradeck, comédie-vaudeville en 1 acte, avec Max Revel, 1840
- La Grisette de Bordeaux, vaudeville en 1 acte, avec Alexis Decomberousse, 1840
- L'Homme qui se cherche, comédie-vaudeville en un acte, avec Decomberousse, 1846
- Qui dort dîne, vaudeville en 1 acte, avec Étienne Casimir Hippolyte Cordellier-Delanoue, 1847
- La Chute des feuilles, ou L'appétit vient en mangeant, proverbe en 1 acte, avec Philippe-Auguste-Alfred Pittaud de Forges, 1849
- A qui mal veut, mal arrive, vaudeville proverbe en 1 acte, 1852
- Nous en ferons un avocat, vaudeville en 1 acte, avec Abel Lahure, 1855
- L'Homme qui a bu, vaudeville en 1 acte, avec Henri Avocat, 1859